# Coccoloba mollis
Coccoloba mollis Casar. – gatunek rośliny z rodziny rdestowatych (Polygonaceae Juss.). Występuje naturalnie w neotropikach. 

## Rozmieszczenie geograficzne
Rośnie naturalnie w neotropikach. Spotykany jest w Kostaryce, Panamie, Kolumbii, Wenezueli, Gujanie, Ekwadorze, Peru, Boliwii oraz Brazylii. W Brazylii został zarejestrowany w stanach Acre, Amazonas, Amapá, Pará, Rondônia, Roraima, Tocantins, Alagoas, Bahia, Ceará, Maranhão, Paraíba, Pernambuco, Piauí, Goiás, Mato Grosso do Sul, Mato Grosso, Minas Gerais, Rio de Janeiro i São Paulo.

## Morfologia
PokrójWiecznie zielone drzewo dorastające do 15 m wysokości.
LiścieBlaszka liściowa jest nieco skórzasta i ma owalny kształt. Mierzy 20 cm długości oraz 3–5 cm szerokości, o sercowatej nasadzie i spiczastym wierzchołku.
KwiatyJednopłciowe, zebrane w grona, rozwijają się na szczytach pędów. Listki okwiatu mają białawą barwę.